# Günter Bentele
Günter Bentele (* 24. März 1948 in Heimenkirch) ist ein deutscher Kommunikationswissenschaftler und emeritierter Professor für Öffentlichkeitsarbeit/Public Relations der Universität Leipzig.

## Leben
Günter Bentele studierte ab 1968 Germanistik, Linguistik, Soziologie, Publizistikwissenschaften und Philosophie in München und Berlin. 1974 bestand er das Staatsexamen und wurde 1982 promoviert. 1989 wurde er an der Freien Universität Berlin habilitiert. Von 1989 bis 1994 lehrte er als Professor für Kommunikationswissenschaft/Journalistik an der Otto-Friedrich-Universität in Bamberg. Ab 1994 hatte Bentele den Lehrstuhl für Öffentlichkeitsarbeit/PR an der Universität Leipzig inne, 2010 wurde er Dekan der Fakultät für Sozialwissenschaften und Philosophie. Er absolvierte zahlreiche Gastvorlesungen im Ausland, u. a. in den Vereinigten Staaten, in Finnland, der Schweiz und Lettland. 2014 ging er in den Ruhestand.
Bislang veröffentlichte er annähernd 40 Bücher und schrieb rund 240 Fachaufsätze zu Themen wie Öffentlichkeitsarbeit, Film- und Fernsehanalysen sowie zur Kommunikationsforschung.
Von 1995 bis 1998 war Bentele Vorsitzender der Deutschen Gesellschaft für Publizistik- und Kommunikationswissenschaft. 2005 war er Präsident der europäischen Vereinigung der PR-Wissenschaftler Euprera. Seit 2005 ist er Vorstandsbeisitzer des Deutschen Fachjournalisten-Verbandes. Ferner ist er Mitglied der Redaktionsbeiräte der Fachmagazine Pressesprecher und Politik & Kommunikation, sowie Mitglied des Kuratoriums des LPRS – Leipziger Public Relations Studenten e.V. 2004 wurde er mit dem Branchenpreis „PR-Kopf des Jahres“ der Deutschen Public Relations Gesellschaft und 2007 als „Professor des Jahres 2007“ ausgezeichnet. Von 2012 bis zum 1. Januar 2018 war er Vorsitzender des Deutschen Rats für Public Relations.
Ab 1980 war Bentele auch als PR-Berater tätig.
Bentele ist verheiratet und hat zwei erwachsene Kinder. Er lebt mit seiner Familie in Berlin.